# Manuel Álvares
Manuel Álvares (4 juin 1526–30 décembre 1582) est un jésuite, latiniste et grammairien portugais.

## Biographie
Né à Ribeira Brava, petite ville située sur la côte sud de l’île de Madère, le 4 juin 1526, il fut très-versé dans les langues grecque et hébraïque, et surtout dans la langue et la littérature latine, qu’il professa avec beaucoup de réputation à Lisbonne et à Coimbra. Il occupa différentes charges dans son ordre, et mourut à Lisbonne, le 30 décembre 1583. Sa grammaire latine, intitulée De Institutione Grammatica Libri Tres, publiée pour la première fois en 1572, à Lisbonne, in-4°, fut adoptée dans presque toutes les écoles de son ordre, ce qui donna lieu à une foule d’éditions et à quelques controverses avec des grammairiens qui n’étaient pas amis des jésuites. Ses confrères Kess, Ricardi, Torsellini, en donnèrent des abrégés, et quelques autres la commentèrent. On a du P. Manuel Álvares un autre ouvrage moins célèbre, intitulé De Mensuris, Ponderibus et Numeris.

## Œuvres
- M. Val. Martialis Epigrammaton selectorum libri XIIII, Coimbra, João Barreiro, 1569 (lire en ligne).
- De constructione octo partium orationis, Venise, Michele Tramezzino, 1571 (lire en ligne).
- De institutione grammatica libri tres, Lisbonne, João Barreiro, 1572 (lire en ligne).